# Moïse Santamaria
Moïse Santamaria est un acteur franco-espagnol né le 5 janvier 1979 à Madrid. Il est notamment connu pour son rôle de Manu dans la série quotidienne de France 2 Un si grand soleil.

## Biographie
Moïse Santamaria a grandi en région parisienne. Il a quitté le lycée pour exercer divers petits métiers. . Il galère et chante aussi du slam dans le métro.
Il a posé pour l'édition 2007 du calendrier des Dieux du Stade organisé par le club de rugby du Stade français. Il est l'un des rares sportifs hors rugby à y poser (et en nu frontal, de surcroît).
Sur les conseils de Jessica Holgado, la fille de l'acteur Ticky Holgado, Moïse Santamaria intègre le cours Viriot, une école d’Art dramatique de théâtre et de cinéma. De 2005 à 2008, il s’y forme à la comédie. En 2011, il a poursuit son apprentissage auprès de Jack Waltzer. Cette année-là, il décroche ses premiers rôles : au cinéma, il apparaît dans les comédies Chez Gino de Samuel Benchetrit et La Planque d’Akim Isker. À la télévision, il joue dans les séries dramatiques Boulevard du Palais  et Flics. En 2012, on l’aperçoit dans R.I.S. Police scientifique ainsi que dans le téléfilm de Jérôme Foulon Passage du désir face à Muriel Robin. La même année, il fait également partie du casting du thriller À l'aveugle, un long-métrage de Xavier Palud avec Jacques Gamblin et Lambert Wilson.
En 2014, Moïse Santamaria s’illustre dans des rôles de composition, notamment dans le téléfilm La Crèche des hommes d'Hervé Brami dans lequel il campe un universitaire homosexuel devant faire son coming-out et incarne un méchant dans la cinquième saison d’Engrenages.
En 2017, il tient le rôle de Medhi Kechiouche dans la série On va s'aimer un peu, beaucoup..., un personnage qu’il incarnera à nouveau à l’occasion de la seconde saison du programme.
En 2018, après un passage dans le thriller Carnivores réalisé par Jérémie Renier et Yannick Renier, où il côtoie Leïla Bekhti et Zita Hanrot, Moïse Santamaria retrouve la télévision avec le feuilleton Un si grand soleil diffusé sur France 2 quotidiennement depuis août 2018. Dans cette série, Moïse Santamaria joue Manu Léoni, un policier instinctif et « borderline ».
Vie privée
-  À 20 ans, il devient père pour la première fois. Il est séparé de la mère de son fils dont il obtient la garde 10 ans plus tard.
- il a un garçon et une fille avec sa seconde épouse. Ils habitent ensemble à Montpellier.

## Filmographie

### Cinéma
- 2011 : Chez Gino de Samuel Benchetrit : premier homme Gonzales
- 2011 : La Planque d’Akim Isker : capitaine Maresky
- 2012 : À l'aveugle de Xavier Palud : Fred
- 2013 : La Braconne de Samuel Rondière : Remano
- 2017 : Sparring de Samuel Jouy : vigile combat
- 2018 : Carnivores de Jérémie Renier et Yannick Renier : Javier

### Télévision
- 2010 : Flics (série tv) - épisode Levée d'écrou de Thierry Petit : Farès
- 2011 : Boulevard du Palais (série tv) - épisode Fou à délier de Jean-Marc Vervoort : Nabil
- 2012 : R.I.S. Police scientifique (série tv) - épisode Toile de maître de Julien Zidi : Antoine
- 2012 : Passage du désir, téléfilm de Jérôme Foulon : Farid
- 2013 : Les Dames (série tv) - épisode Dame de sang de Camille Bordes-Resnais et Alexis Lecaye : premier sbire
- 2013 : Le Juge est une femme (série tv) - épisode Trop d'amour de Thierry Petit : Tony
- 2013 : Le Secret de Manta Corridor, téléfilm de Jérôme Foulon : Martin Chalais
- 2014 : Clem (série tv) - épisode Quand maman dérape d'Eric Le Roux
- 2014 : La Smala s'en mêle (série tv) - épisode Vos papiers s'il vous plaît ! de Thierry Petit : premier pompier
- 2014 : Candice Renoir (série tv) -  épisode La Vérité sort de la bouche des enfants de Nicolas Picard-Dreyfuss : Mohamed
- 2014 : La Crèche des hommes, téléfilm d'Hervé Brami : Malik
- 2014 : Engrenages, saison 5 (série tv) : Zacharie Gabbai, "le barge"
- 2017-2019 : On va s'aimer un peu, beaucoup... (série tv) : Mehdi Kechiouche
- Depuis 2018 : Un si grand soleil (série tv) : Manu Leoni
- 2022 : Je suis né à 17 ans, téléfilm de Julien Seri : le père de Thierry jeune
- 2022 : Le Code (Saison 2, épisode 2 : Légitime violence) : Antoine Duval
- 2024 : Meurtres à Meaux d'Adeline Darraux : Christophe
- 2025 : Comme une ombre d'Elsa Blayau : Max Exposito